# Jeane Dixon
Jeane L. Dixon (ur. 5 stycznia 1904 r., zm. 25 stycznia 1997 r. w Waszyngtonie) – amerykańska astrolog, parapsycholog. Stała się znana dzięki kilku udokumentowanym przepowiedniom oraz biograficznej książce autorstwa Ruth Montgomery zatytułowanej A Gift of Prophecy: the Phenomenal Jeane Dixon opublikowanej w 1965 roku.